# Царичанка (селище)
Царича́нка — селище Дніпропетровської області, Дніпровського району. Населення за даними 2024 року становить 7 тисяч осіб.
Селищній Раді підпорядковані також населені пункти: Драгівка, Дубове, Калинівка, Лисківка, Пилипівка, Селянівка, Тарасівка, Турове.

## Географічне розташування
Селище міського типу Царичанка розташоване на правому березі річки Оріль, вище за течією на відстані 0,5 км розташовані села Турове та Дубове, нижче за течією на відстані 0,5 км розташоване село Китайгород, на протилежному березі — села Івано-Яризівка, Драгівка і Могилів. На території селища велике озеро. Через Царичанку проходять автомобільні дороги Т 0413 і Т 0441.
Розташоване за 78 км від обласного центру і за 42 км від залізничної станції Кобеляки, в південно-східній частині Придніпровської низовини.

## Назва
Стосовно походження назви Царичанка існує дві версії.
Перша говорить, що назва «Царичанка» походить від назви річки Царичанка, яку тюркомовні племена кочівників так називали за жовтий колір води. Жовтою вода ставала від розмивання глиняних схилів гори Калитви.
Друга версія дає «Топонімічний словник — довідник Української РСР» (автор Микола Янко), що назву Царичанки виводить від молдавського «царицина».

## Археологія
В урочищі Паращина Гребля відкрита стоянка періоду нової кам'яної доби (близько IV тисячоліття до н. е.).На території селища розкопано також кілька курганів доби бронзи (III—II тисячоліття до н. е.).

## Історія

### Часи Річі Посполитої
Перша згадка в 1604 році. Назва «Царичанка» походить від назви річки Царичанка, яку тюркомовні племена називали так за жовтий колір води. Жовтою річка ставала від розмивання глиняних схилів гори Калитви.

### Часи Великого князівства Руського
Біля Царичанки за часів гетьмана Самойловича були зимівники запорозьких козаків Гаврила Сала і Олексія Кочерги. У 1673–1674 роках до них приєдналися переселенці з Умані та інших місцевостей Правобережжя.
У 1677 році Царичанка згадується, як сотенне містечко Полтавського полку. І дотепер зберігає назву Замок нагірна частина Царичанки, що була обнесена земляними валами, спорудженими для захисту від кримських татар (розорили басейн річки Оріль у 1696 році).
Під час походу Карла XII на Полтаву в 1709 році у містечку стояв російський гарнізон.
Переважну більшість населення Царичанки становили реєстрові козаки. У вільний від військової служби час вони займалися землеробством, вирощуванням тютюну, бджільництвом, рибальством, торгівлею. У 1722 році царичанський сотник Федір Бабанський повідомляв канцелярію Полтавського полку, що козаки Грицько Бондаренко, Іван Коломийченко та інші сіють тютюн на продаж, за що й сплачують податок. Взимку 1722 року городовий отаман Михайло Мацько залишив зимувати 120 бджолиних сімей, козак Іван Гниря — 127, посполитий Федір Моня — 624. В Царичанці була броварня Григора Луценка, солодовня Данила Жданенка та Василя Палагути, які сплачували податок пивом та солодом Переволочнянській фортеці.
З 1731 року Царичанка ввійшла до Української укріпленої лінії, як одна з її фортець. У квітні 1736 року тут розмістилася головна квартира російсько-української армії під командуванням графа Мініха, яка готувалась до походу проти татар.
Щорічно влітку в містечку збирався ярмарок, на якому торгували хлібом, худобою, шкірою, салом. Ярмарковий збір йшов «на пана полковника» і по копійці на місцеву старшину. З розвитком промислів та торгівлі збільшувалася кількість міщан, які селилися на Подолі — торговельній слобідці Царичанки.

### Часи Російської імперії
У 1765 році Царичанка ввійшла до складу Новоросійської губернії.
Створені 1764 року в південних районах Лівобережжя з частин гетьманських козаків Донецький і Дніпровський (до складу якого входила Царичанка) пікінерські полки повстали у жовтні 1769 року. Позбавлення козацьких прав, жорстоке знущання, тяжка військова служба були головними причинами виступу колишніх українських козаків. Московський уряд боявся об'єднання пікінерів із запорожцями і розрізненими повстанськими загонами, які діяли на Слобідській та Лівобережній Україні, в 1770 році кинув проти них російські війська, які придушили повстання. Згадки про пікінерське повстання довго жили у пам'яті народній, у переказах і піснях.
В кінці XVIII сторіччя в Царичанці мешкало багато російських військових. У 1780 році у секунд-майора Матвія Тимковського гостював і лікувався після поранення під Очаковим Олександр Суворов.
З 1775 року до 1784 року Царичанка була центром Царичанського повіту з воєводською канцелярією у складі Азовської губернії. З 1784 до 1797 року Царичанка називалася Олексопіль.
За наказом Катерини II в 1794 році Царичанка підпорядкована Катеринославському намісництву.
У 1797 році Царичанку, у зв'язку з винесенням за штат повітових міст, названо посадом. Населення містечка становило тоді 4000 осіб. У земляній фортеці стояв невеличкий гарнізон.
У 1802 році Царичанка ввійшла до Полтавської губернії як містечко Кобеляцького повіту. З 1817 року Царичанку московський уряд перевів на становище військового поселення.
В 1846 році в містечку налічувалось 1376 військових поселенців, 37 козаків, 4 казенних і 15 поміщицьких селян, і, крім того, купці та міщани, які торгували хлібом, великою рогатою худобою і вівцями. Щорічно тут відбувалися 4 ярмарки, на які привозили товари з Полтавської, Харківської, Катеринославської губерній.
За даними на 1859 рік у містечку Кобеляцького повіту Полтавської губернії існувало 398 дворів, в яких мешкало 4011 осіб (1231 чоловічої статі та 1340 — жіночої), існували 4 православні церкви, сільське приходське училище, богодільня, сільська розправа, 5 воскобійних заводи, відбувалось 4 ярмарки на рік.
Напередодні селянської реформи 1861 року майже все населення містечка фактично перебувало на становищі державних селян. У 1863 році подушний податок з державних селян Царичанки становив 1 карбованець, з козаків — 1 крб. 52 коп. Згідно з указами 1866—1867 років про поземельний устрій державних селян, жителі Царичанки одержали наділи розміром до 5 десятин. За них треба було платити в казну по 2 крб. з десятини. Користування землею залишалося общинним.
Станом на 1885 рік у колишньому державному містечку, центрі Царичанської волості, мешкало 3200 осіб, налічувалось 591 дворове господарство, існували 4 православні церкви, богодільня, постоялий двір, трактир, 22 лавки, 31 вітряний млин, маслобійний завод, відбувалось 4 ярмарки на рік.
За переписом 1897 року кількість мешканців зросла до 5496 осіб (2649 чоловічої статі та 2847 — жіночої), з яких 5259 — православної віри.
За даними 1902 року у містечку мешкало близько 4500 осіб, існувало 4 православні церкви, більше 30 вітряних млинів, маслобійний завод, відбувалось 4 щорічних ярмарки.

### Часи Української революції
4 квітня 1917 року, з нагоди зміни влади у Російській імперії у містечку відбулися багатолюдні збори, у яких взяло участь З тисячі осіб. Вони прийняли резолюцію, в якій говорилося, що до старого ладу, заснованого на сваволі, не може бути вороття. Учасники мітингу вимагали припинення війни, передачі поміщицької і церковної землі селянам. Важливе місце в резолюції відводилося національному питанню. В ній зазначалося, що «…всі громадяни повинні бути рівними перед законом; будь-які національні і станові обмеження не можуть мати місця в демократичній державі. Кожна нація має право на культурне і національне самовизначення». В грудні, після повалення української влади, в містечку почали хазяйнювати більшовики та їх прихильники. Згодом почався свавільний перерозподіл землі.
Наприкінці березня 1918 року у Царичанку увійшли українсько-німецько-австрійські війська та відновилася українська, тепер вже гетьманська влада. Гетьманська Державна варта покарала селян-прихильників Радянської влади. Вони вбили братів Галаганів, на сільській площі розстріляли 35 осіб з тих, хто одержав від більшовиків землю. Восени 1918 року були сформували каральні загони. Загін чорносотенця Чернова вдерся до Царичанки і вчинив жорстоку розправу над її жителями.

### Часи УРСР
Більшовики відновили владу у Царичанці у січні 1919 року.
У червні 1919 року Царичанку зайняли денікінці. В селах повіту господарство занепало, населення голодувало, почалася епідемія висипного тифу.
15 грудня 1919 року Червона армія вигнала з Царичанки денікінців.
5 жовтня 1923 року Царичанка стала центром Царичанського району Полтавської губернії. У червні 1925 року Царичанський район увійшов до Катеринославської губернії.
Напередодні 2-ї світової війни тут працювали механічні млини, олійниці, маслозавод. Були зведені клуб, стадіон і водну станцію. У 1930-х роках в Царичанці відкрили лікарню, при якій діяли дитяча та жіноча консультації. Працювали аптека, санепідстанція. Всі діти навчалися в середній і двох початкових школах. У 1927 році в приміщенні райсільбудинку було встановлено кіноапарат. Працювали гурток політосвіти, а також атеїстичний, драматичний і хоровий. У 1937 році відкрився новий районний Будинок культури іменві 18-річчя Жовтня, який мав зал на 450 місць. Видавалася газета «Колгоспник» — орган Царичанського райкому КП(б)У та виконкому районної Ради депутатів трудящих. Книжковий фонд сільської бібліотеки був 9500 примірників.
З просуванням німецьких військ царичанці евакуювали на Схід колгоспну худобу, хліб, машини та інші цінності. Комуністи сформували партизанський загін у складі 52 осіб.
18 вересня 1941 року у Царичанку увійшли німецькі війська.
24 вересня 1943 року у Царичанку увійшла Червона армія. В боях за неї брали участь частини 48-ї стрілецької дивізії. При відступі німці спалили село: із 1300 житлових і громадських будинків уціліло лише 62. Були зруйновані приміщення шкіл, лікарні, Будинку культури, районних організацій.
З 1947 року забудова Царичанки провадиться тільки за планом, затвердженим селищною Радою.
З серпня 1957 року Царичанка — селище міського типу. 1958 року відкрилася музична школа з двома відділеннями — фортепіанним і народних інструментів. На 1967 рік у районній бібліотеці було понад 33 тисячі книг. У Царичанському будинку культури діяв хор, який у 1960 році отримав звання «Народної хорової капели». 1960 року за ініціативою місцевих краєзнавців та з допомогою співробітників Дніпропетровського історичного музею в селищі створено народний історико-краєзнавчий музей.
Був завод продтоварів і маслозавод та інші підприємства.
Царичанка мала перспективи перетворення на обласний курорт мінеральних вод. Тут були побудовані туристичні бази, піонерські табори. Пам'ятники архітектури у сусідньому Китай-городі, древня гора доповнювали передумови для розбудови туристичного центру.
1989 року за переписом тут проживало приблизно 7700 осіб,

## Населення

### Мова
Розподіл населення за рідною мовою за даними перепису 2001 року:
| Мова            | Кількість | Відсоток |
| --------------- | --------- | -------- |
| українська      | 7419      | 94.64%   |
| російська       | 384       | 4.90%    |
| вірменська      | 19        | 0.24%    |
| білоруська      | 11        | 0.14%    |
| румунська       | 1         | 0.01%    |
| болгарська      | 1         | 0.01%    |
| інші/не вказали | 4         | 0.06%    |
| Усього          | 7839      | 100%     |

## Економіка
Сучасна Царичанка — центр сільськогосподарського району.
Підприємства селища:
- ЗАТ «Царичанський завод мінеральної води»;
- ТОВ «Царичанський консервний завод»;
- ТОВ «Царичанка»;
- ТОВ Агрофірма «Колос».
- ТОВ "Байбуз Індастріз"
- Царичанский маслозавод
- Меблева фабрика "Люкс"

## Об'єкти соціальної сфери
- Аграрний ліцей (ПТУ 86)
- 2 школи;
- 3 дитячих садки;
- Будинок школяра;
- Художня школа
- Лікарня;
- Будинок культури;
- Школа мистецтв;
- ДЮСШ.
- Люкс
- Похоронне кафе -  "Корсар"
- Кафе "Мальва"
- Кафе "Тріумф"
- Кафе "Старий Млин"

## Вулиці
- вулиця Берегова
- вулиця Вишнева
- вулиця Гоголя
- вулиця Івана Мазепи
- вулиця Івана Франка
- вулиця Київська
- вулиця Котляревського
- вулиця Лесі Українки
- вулиця Нагірна
- вулиця Орільська
- вулиця Царичанська
- вулиця Шевченка
- вулиця Робітнича
- вулиця Лісова
- вулиця Подільска

## Пам'ятки
Окрасою Царичанки є Свято-Покровський кафедральний собор.
Царичанска козацька фортеця. Г "Це про гору Калитву йдеться в казці: «Прямо підеш - смерть знайдеш, направо підеш - коня втратиш, наліво підеш - одруженим будеш». Місце це називалося в літописах Половецьким валом, або курганом, на річці Угол (Оріль). За переказами, гора Калитва зберігає в собі козацькі скарби. Перша згадана назва гори - Замок.". Після проведених розкопок, все частіше виникає думка, що той саме камінь із казок знаходився на Горі Калитва.

## Галерея

Погруддя Тарасові Шевченку
Пам'ятник землякам, що загинули у Другій Світовій війні
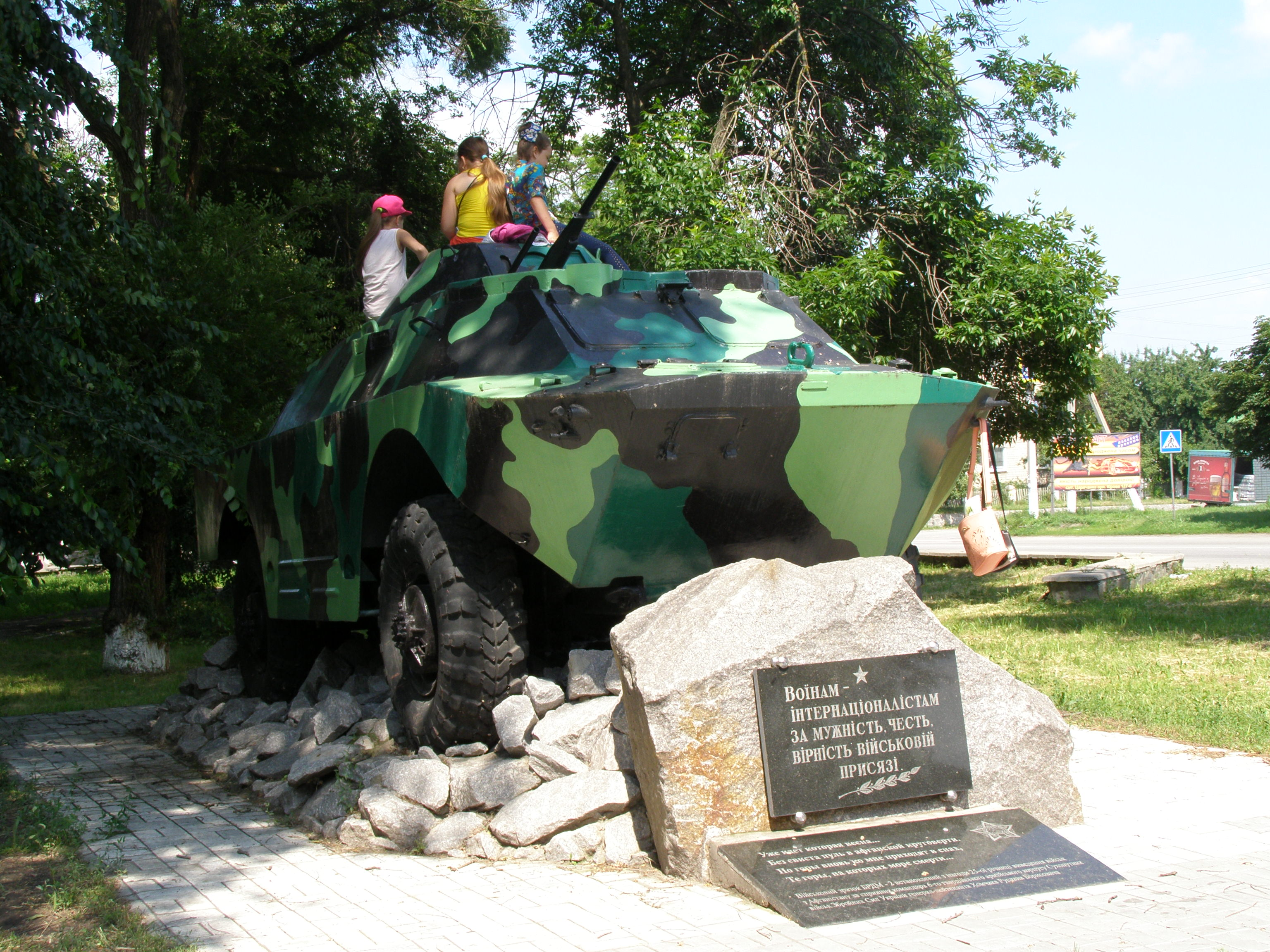
Пам'ятник воїнам-афганцям
Пам'ятник чорнобильцям
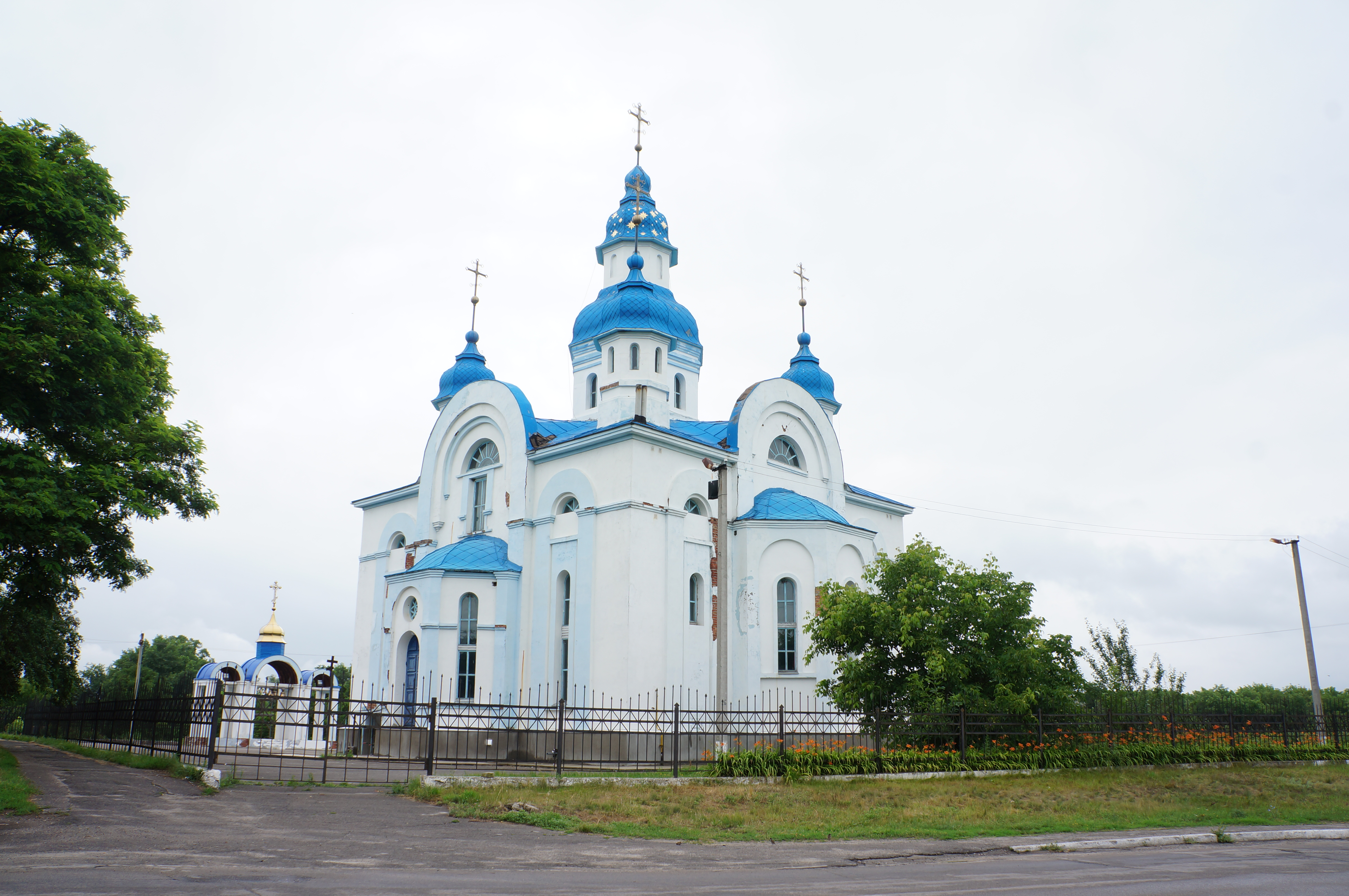
Свято-Покровський кафедральний собор
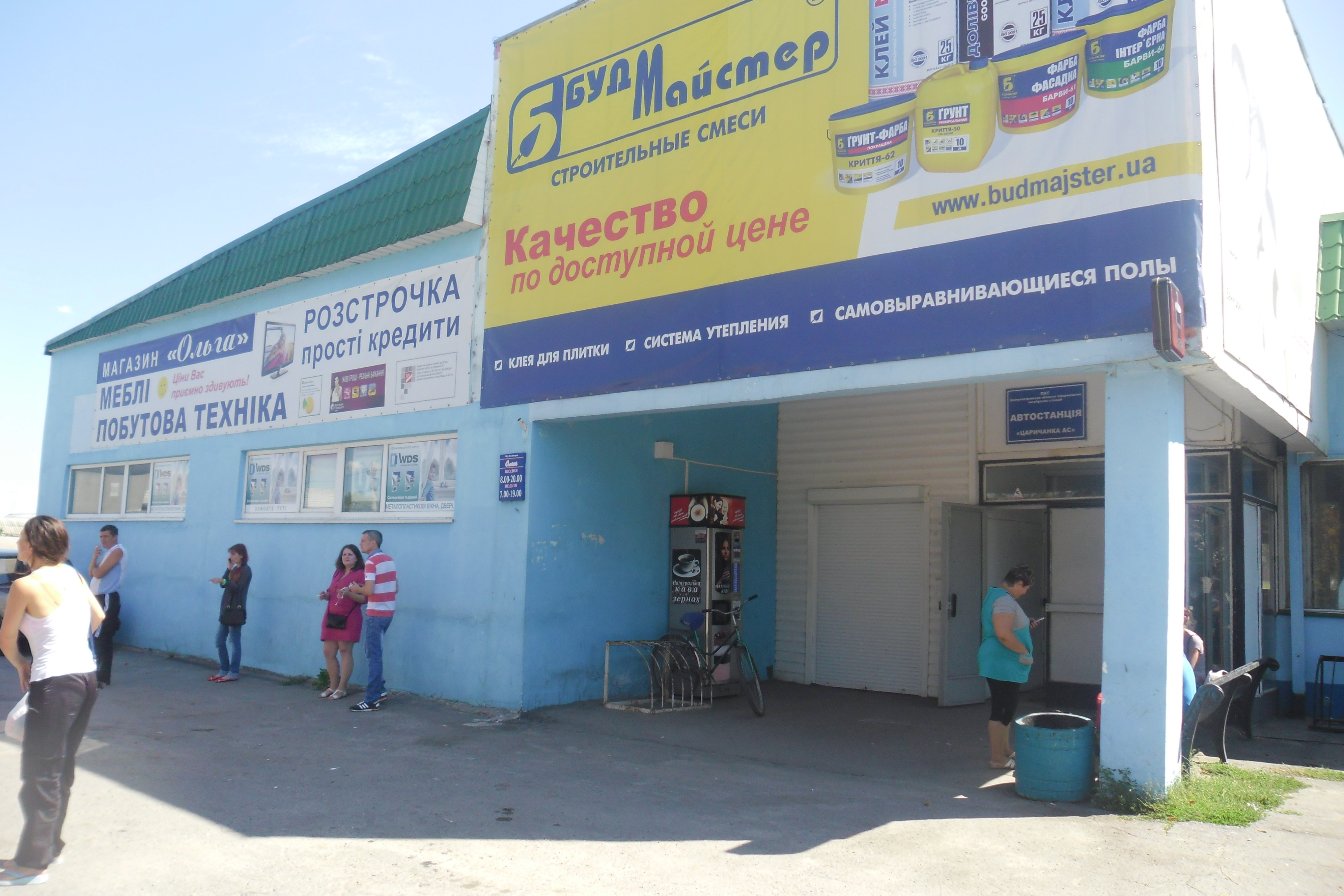
Автостанція
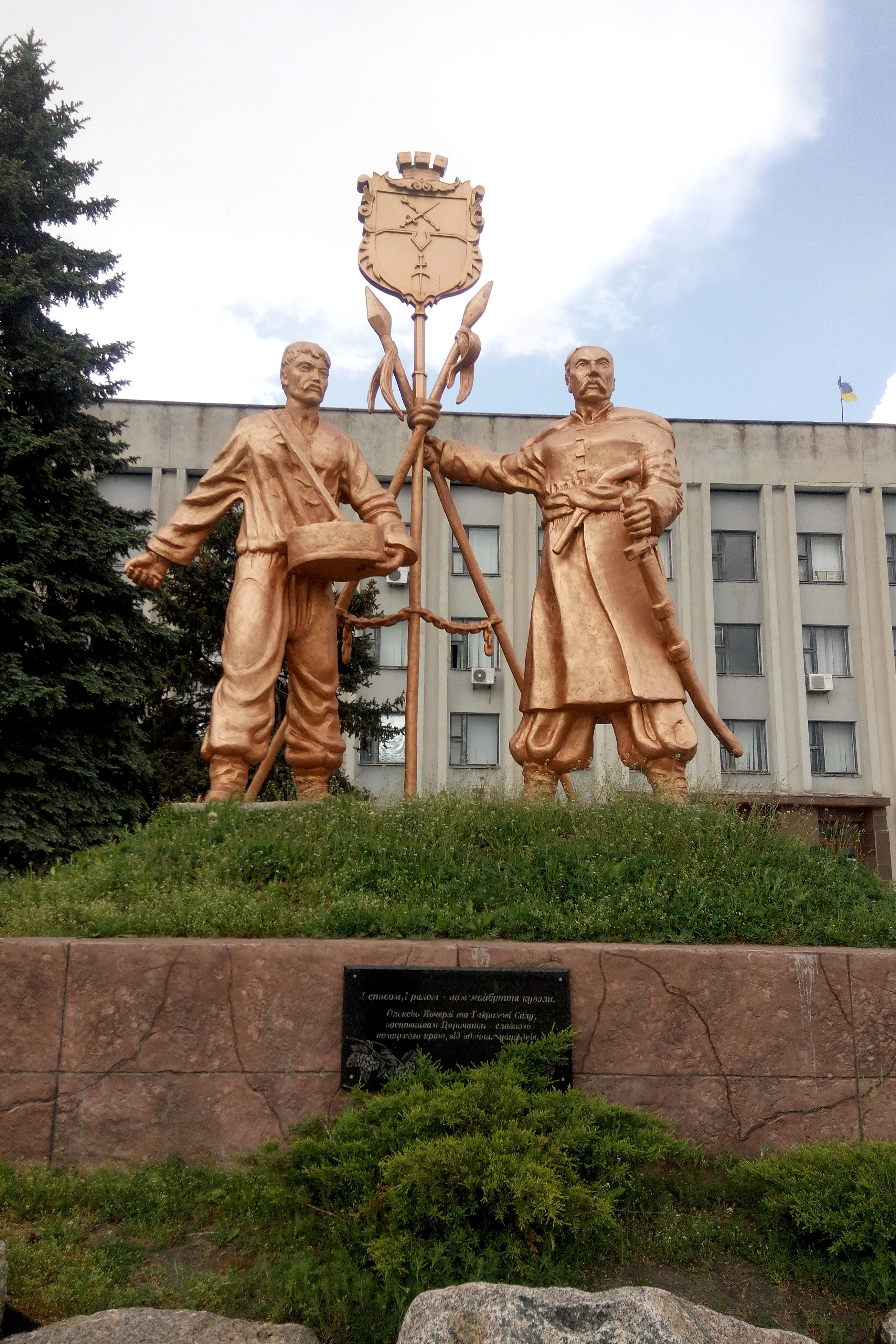
Пам'ятник Олексію Кочерзі та Гаврилові Салу - засновникам Царичанки
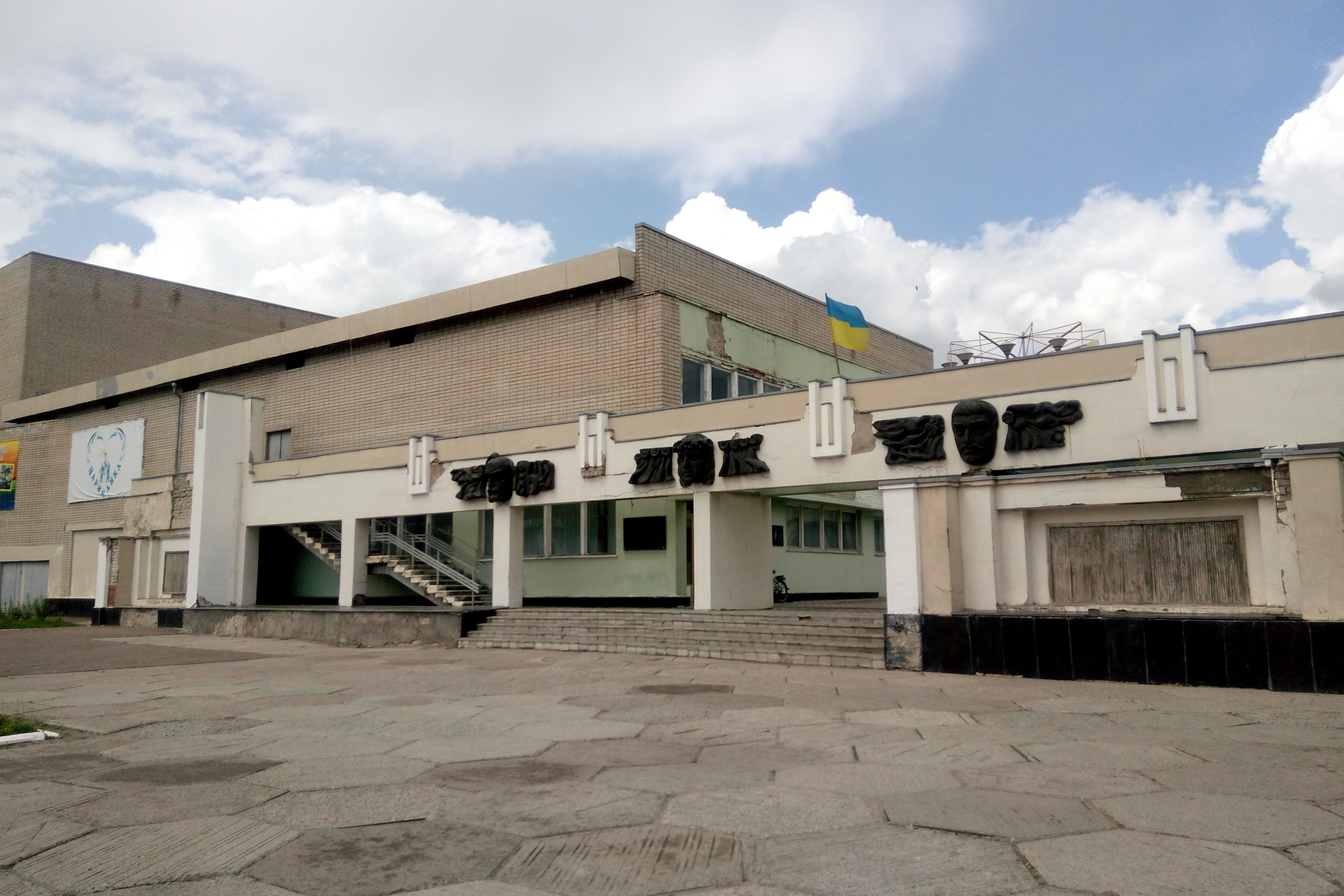
Будинок культури i мистецтв
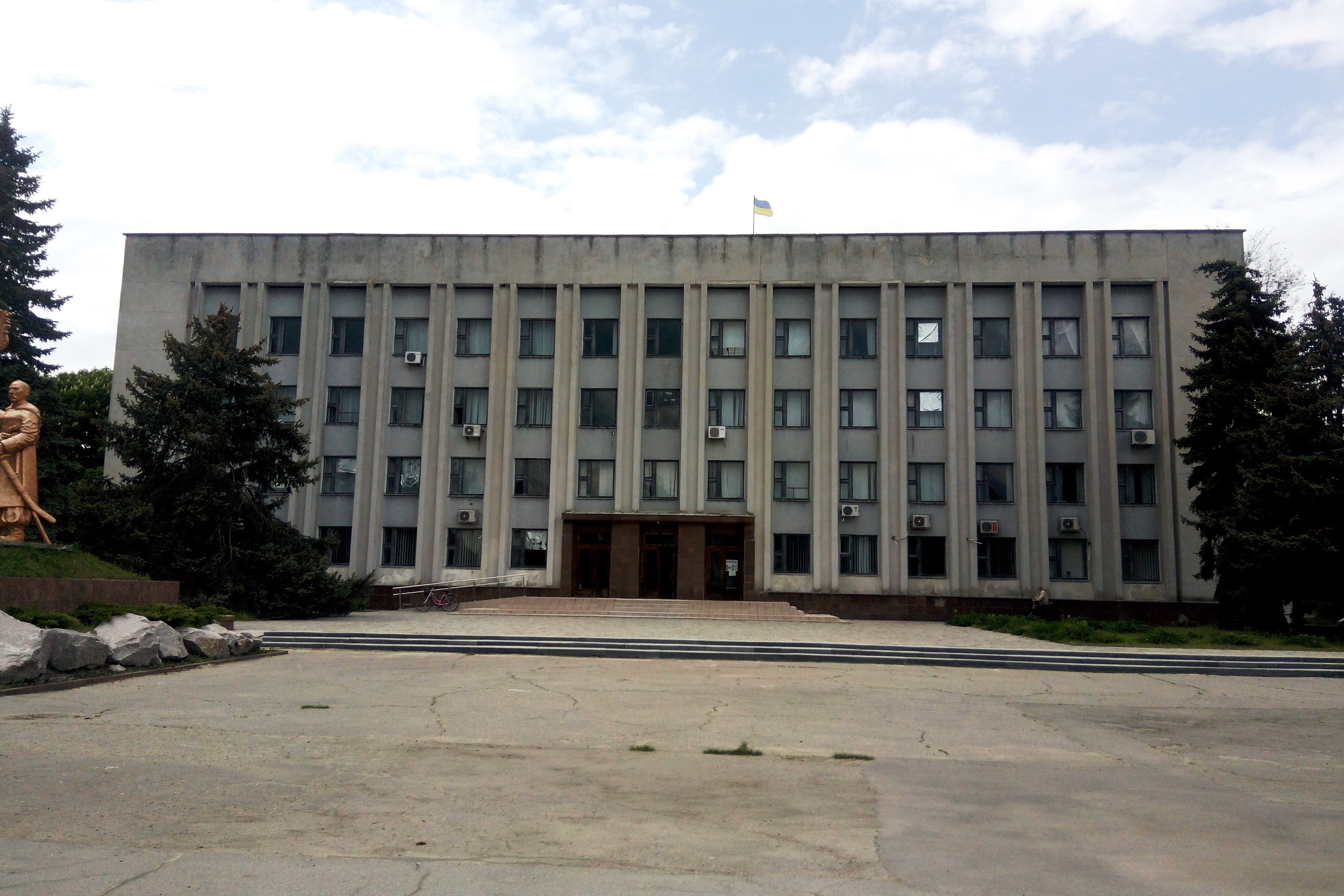
Будівля селищної ради
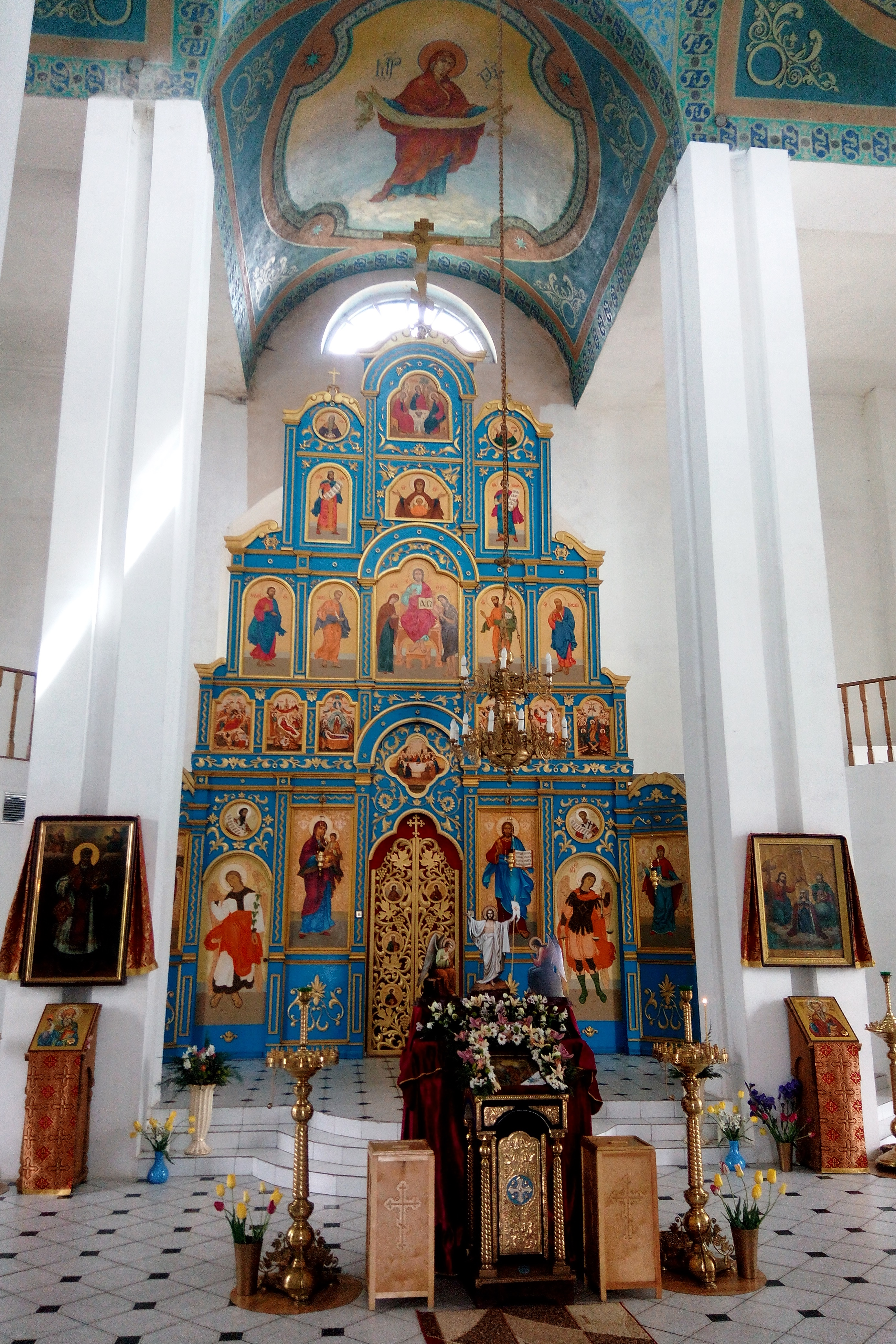
Іконостас Свято-Покровського кафедрального собору
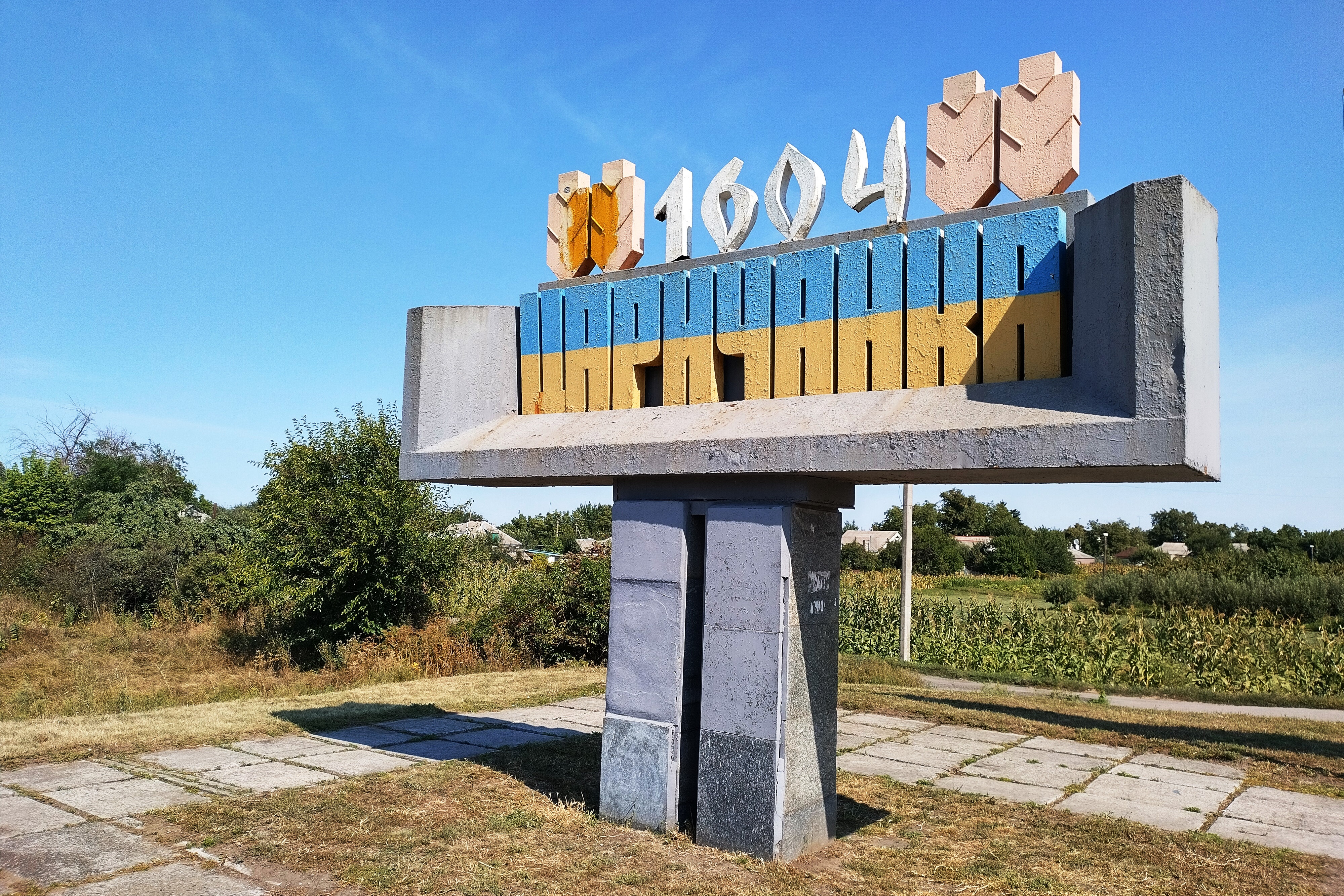
Стела на південно-західному в'їзді в селище
Пам'ятна дошка «Ні війні»
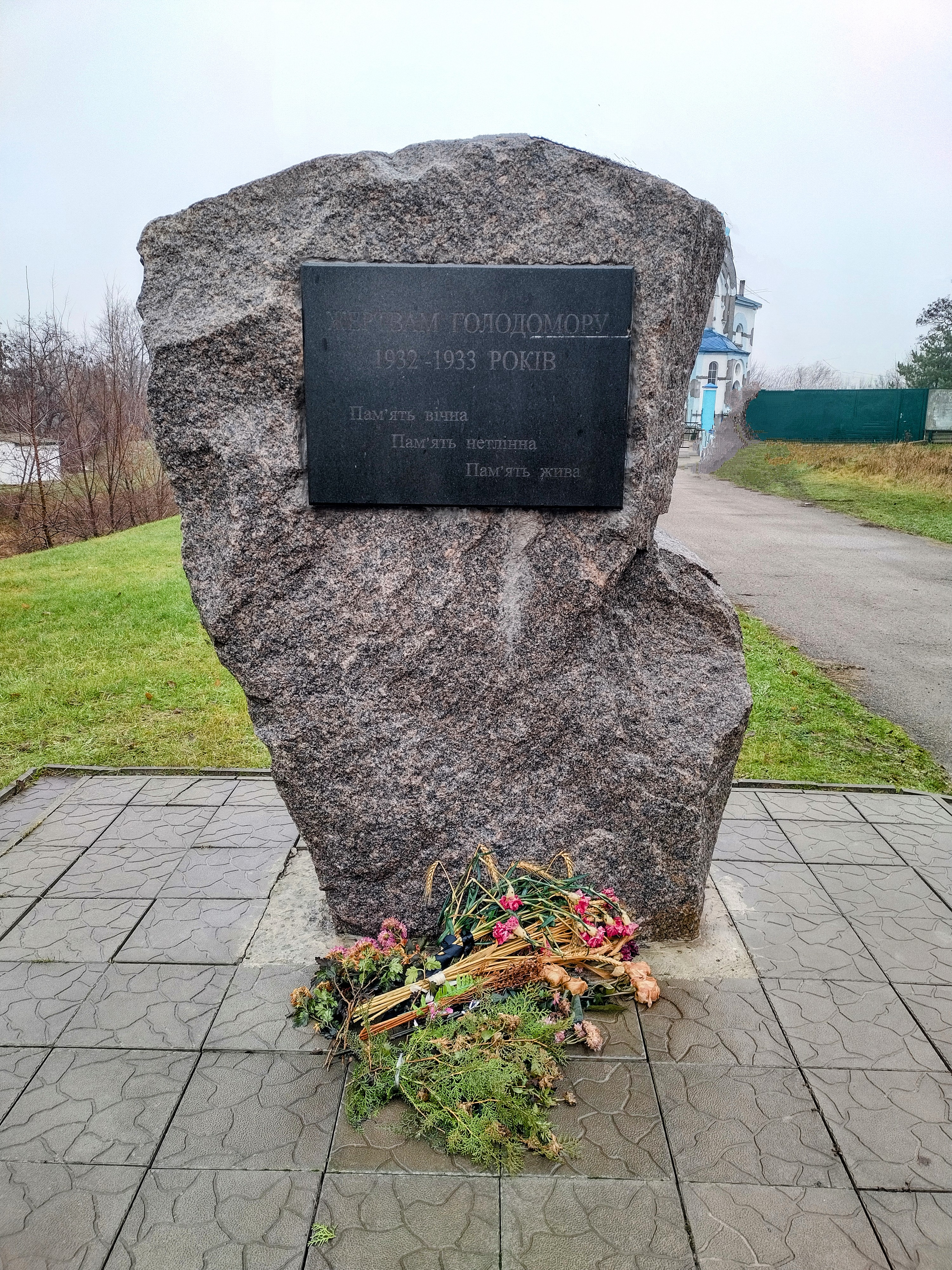
Пам'ятний знак жертвам Голодомору 1932-1933 років

## Персоналії
- Вірлич Август Ернестович — український політв'язень, відповідальний секретар Херсонської обласної комісії «Реабілітовані історією».
- Воблий Костянтин Григорович (1876–1947) — український вчений-економіст.
- Павло Каніболоцький — доктор геологічних наук, професор, ректор Чернівецького університету в 1944—1949 роках
- Кащенко Дмитро Валерійович — полковник Збройних сил України, учасник російсько-української війни.
- Володимир Мартинець - актор студії Квартал 95. Ведучий Stadium family.